# Улица Кадырова
У́лица Кады́рова (название дано 17 августа 2004 года) — улица в Юго-Западном административном округе города Москвы на территории района Южное Бутово.

## Описание
Проходит от Бунинской аллеи до улицы Академика Семёнова. Нумерация домов ведётся от Бунинской аллеи.

## Происхождение названия
Названа 17 августа 2004 года в честь президента Чеченской Республики А. А. Кадырова, погибшего в результате террористического акта на стадионе «Динамо» в Грозном 9 мая 2004 года.
Решение стало беспрецедентным, поскольку нарушало городской закон № 40-70, запрещающий присваивать улицам Москвы имена известных граждан ранее чем через 10 лет после их смерти. 23 августа название было торжественно присвоено, жалобы и протесты не дали результатов.

## История
Улица Кадырова невелика, застроена лишь по чётной стороне. На нечётной стороне улицы расположена эстакада Бутовской линии надземного метро и небольшое коммерческое здание.
После покушения на А. Кадырова, 10 мая 2004 года Владимир Путин подписал указ об увековечении памяти Ахмата Кадырова, в котором предписывалось присвоить его имя одной из площадей в Грозном и школе в Центарое, в которой он обучался. Президент России также настоятельно рекомендовал властям Москвы рассмотреть вопрос об увековечении имени президента Чечни Кадырова в российской столице.
17 августа 2004 года правительство Москвы приняло решение назвать в честь Ахмата Кадырова улицу в Южном Бутово. 20 августа соответствующее постановление подписал Валерий Шанцев, исполнявший обязанности столичного мэра на время отпуска Юрия Лужкова. Он мотивировал данное решение тем, что Ахмат Кадыров погиб на государственном посту. Вообще же решение стало беспрецедентным, поскольку нарушило городской закон, запрещающий присваивать улицам Москвы имена известных граждан ранее чем через десять лет после их смерти. Но дело, конечно, было не только в букве закона, но и в неоднозначном отношении москвичей к вышеупомянутой личности. Ветераны первой чеченской войны вспоминали давнишние (1995 года) слова верховного муфтия Чечни Ахмата Кадырова: «Если каждый чеченец убьёт 100 русских, — мы победим!»... Жители Южного Бутово даже вывесили табличку с альтернативным названием: «Улица Псковских Десантников». Однако народная акция не имела юридической силы, жалобы и протесты не дали результатов. 23 августа 2004 года южнобутовской улице было торжественно присвоено имя полевого командира и президента Чечни.

19 сентября 2010 года на улице Кадырова был официально открыт мемориальный парковый комплекс, органически вписавшийся в жилую застройку. Были благоустроены дворы, созданы детские площадки. Главными украшениями стали два фонтана и миниатюрная арка. Средства были выделены региональным общественным фондом имени А. Кадырова. 
Люди привыкли к европейскому стилю, но мы представили здесь наш, вайнахский стиль. Уверен, жителям домов понравится новый облик улицы. Мы, в свою очередь, основной акцент делаем на качество проводимых работ. После их окончания оценку проделанной работе глава Чеченской Республики даст лично.Адам Делимханов, депутат Государственной думы Российской Федерации
Главными элементами «вайнахского стиля» призваны служить вершина одного из фонтанов и две арочные опоры, воспроизводящие (в сильно уменьшенном виде) средневековые жилые башни, некогда широко распространённые в Чечне, а равно и в сопредельной Ингушетии. На вершине другого фонтана раскинул крылья бронзовый орёл. Прилегающую территорию детского сада назвали Аллеей Дружбы народов. На церемонии открытия мемориального парка присутствовал президент Чечни Рамзан Кадыров.
24 июня 2011 г. на улице Кадырова была вывешена табличка: «Улица Буданова». У музыкальной радикальной группы P.S.7.62 есть песня «Улица», посвящённая этому топониму. Песня отражает критическое отношение некоторых людей к существованию улицы Кадырова в Москве.
С 20 сентября 2016 года движение транспорта по улице стало односторонним от Бунинской аллеи до улицы Адмирала Лазарева.
10 ноября улица Кадырова была продлена за счёт проектируемого проезда № 653 от улица Адмирала Лазарева до улицы Академика Семёнова.
13 ноября 2023 года на памятнике Кадырову появилась надпись краской "«Ахмат слива» – пародия на речевку «Ахмат – сила!». По версии следствия, его сделала 23-летняя жительница Сергиева Посада. На следующий день надпись смыли комунальщики. 

## Здания и сооружения
- Дом № 4 — жилой дом, в котором ранее располагалось отделение ПФР
- Дом № 4 корп. 1 — административно-офисное здание: отделение пенсионного фонда и жилищно-коммунальные службы
- Дома № 8, 8 корп. 1, 8 корп. 3 — жилые дома
- Дом № 10 — школа № 2014

Здания с иными номерами домов пока отсутствуют, но по нечётной стороне с 2011 года ведётся строительство многоэтажного гаража.

## Транспорт

### Метро
- В начале расположена станция метро «Бунинская аллея».

### Автобус
- Автобусное сообщение в двух направлениях от улицы Адмирала Лазарева до улицы Академика Семёнова

Автобусные остановки
Чётная сторона:
- Улица Кадырова: с953, 165, 967
- Улица Академика Семёнова, 21 (прежнее название: Комплекс В Южного Бутова): с953, 165, 967

Нечётная сторона:
- Улица Академика Семёнова, 21 (прежнее название: Комплекс В Южного Бутова): с953, 165, 967

Автобусные маршруты
- с953: прямой — от улицы Адмирала Лазарева до улицы Академика Семёнова; обратный — от улицы Академика Семёнова до улицы Адмирала Лазарева
- 165: прямой — от улицы Адмирала Лазарева до улицы Академика Семёнова; обратный — от улицы Академика Семёнова до улицы Адмирала Лазарева
- 967: прямой — от улицы Адмирала Лазарева до улицы Академика Семёнова; обратный — от улицы Академика Семёнова до улицы Адмирала Лазарева